# Francesco III Ventimiglia
Francesco Ventimiglia d'Aragona, principe di Castelbuono (1580 – 25 marzo 1647), è stato un nobile, politico e militare italiano.

## Biografia
Nacque nel 1580 da Giuseppe, II principe di Castelbuono, e da Bianca Antonia d'Aragona de Luna dei duchi di Montalto, pronipote di Ferdinando I di Napoli. Al padre, morto nel 1620, succedette nei titoli di Principe di Castelbuono, di Marchese di Geraci e negli altri. Il padre li aveva a sua volta ereditati dal cugino, il principe-marchese Giovanni III Ventimiglia, morto senza eredi legittimi. 
Fra il 1620 e il 1621 il principe di Castelbuono fu al centro di una lite giurisdizionale con il Santo Uffizio, per aver ingiuriato e condannato a quattro tratti di corda, Francesco Schimbenti Moncada, familiare del Santo Uffizio. Lo Schimbenti, vassallo del principe, si era rifiutato di presenziare all'adunata annuale dei vassalli, inviandovi il figlio.
Nel 1623 il principe Francesco perdette causa contro Giuseppe Fontana che fu investito del feudo Mallia, dismembrato dalla baronia di San Mauro. Nel 1625, vendette le baronie di Regiovanni e Gangi a Francesco Graffeo barone di Serradifalco e futuro (1636) principe di Gangi e marchese di Regiovanni. Nel 1638, Agata, vedova di Santo Gentile, si investì dei feudi di Rupi e Calabrò - membri del Marchesato di Geraci - in precedenza acquistati dal marito. Francesco di Ventimiglia occupò le cariche di deputato del Regno di Sicilia (1645; 1647), di generale della cavalleria del servigio militare, di vicario generale del Val Demone e dal 1645 di tutto il Regno. 
Nel 1637, respinse l'attacco di un contingente di pirati musulmani proveniente da Biserta, venuti per saccheggiare la fertile pianura di Palermo. Dieci anni più tardi, in Sicilia scoppiarono le rivolte antispagnole: nel 1647, a Palermo, il popolo assalì il palazzo del viceré Pedro Fajardo, III marchese dei Vélez, gli uffici e le carceri cittadine, e desiderorso di liberarsi dalla dominazione spagnola, offrì al Ventimiglia la Corona del Regno di Sicilia, ma il medesimo rifiutò il trono. Tra gli ideatori della rivolta contro il re Filippo IV di Spagna, figurava anche uno dei suoi figli, Giuseppe, che nel 1648 fu catturato e giustiziato dopo la dura repressione del viceré Giovanni d'Austria.
Nel 1629, il teologo Antonino Diana dedicò al principe Francesco il terzo volume delle sue Resolutiones morales.

## Matrimoni e discendenza
Sposò in prime nozze Maria Balsamo Tagliavia d'Aragona, figlia di  Pietro, principe di Roccafiorita, da cui non ebbe figli;
L'11 luglio 1620 si sposò in seconde nozze con doña María Antonia Spadafora y Aragón (1598 - 1º agosto 1627), figlia di don Michele Spadafora y Moncada, marchese de la Rochela, principe di Maletto e Venetico, da cui ebbe quattro figli:
- Antonia (?-agosto 1673), baronessa di Montefranco, moglie in prime nozze di Antonio Mendoza Luna, II marchese di Miralrío[8], e in seconde nozze di don Ignazio Griffeo Grimaldi dei principi di Gangi;
- Giovanni Nicolò Giuseppe Domenico Nunzio (15 dicembre 1623-gennaio 1624);
- Giovanni IV Ventimiglia (1° luglio 1625-1675), IV principe di Castelbuono e XI marchese di Gerace;
- Giuseppe Ventimiglia (agosto 1626-1648), nel 1648 partecipò a una congiura contro re Filippo IV di Spagna e fu giustiziato[9][10]
- Beatrice (?-16 febbraio 1705), che sposò in prime nozze il 6 settembre 1661 Vincenzo La Grua Talamanca e Crisafi dei principi di Carini; in seconde nozze il 3 febbraio 1674 Giacomo III Milano Franco d’Aragona, marchese di San Giorgio e Palestrina[11][12]

Il 19 aprile 1628 sposò in terze nozze Giovanna Flavia Branciforte (?-27 febbraio 1629), già vedova di Giovanni Branciforte dei principi di Butera, dalla quale non ebbe figli.
Infine, all'inizio di luglio del 1634 sposò in quarte nozze sua nipote Dorotea del Carretto Ventimiglia, figlia di Geronimo del Carretto, conte di Racalmuto, e di Beatrice Ventimiglia, dalla quale ebbe: 
- Girolamo Ventimiglia (?-1707), sposò in prime nozze Giovanna Corvino Sabia Groppo dei principi di Mezzojuso, e in seconde nozze Anna Arduino dei baroni di Placabaiana; dopo le morti premature e senza eredi dei nipoti divenne IX principe di Castelbuono e XVI marchese di Gerace, proseguendo la dinastia.

Francesco ebbe anche un figlio naturale, Giovanni, che nel 1652 fu arrestato ed esiliato per incitazione alla rivolta.